# 平安区
平安区（へいあん-く）は中華人民共和国青海省海東市に位置する市轄区。回族が人口の2割を占める。

## 行政区画
- 街道:平安街道、小峡街道
- 鎮:三合鎮
- 民族郷:洪水泉回族郷、石灰窯回族郷、古城回族郷、沙溝回族郷、巴蔵溝回族郷

## 名所
- 洪水泉清真寺 - 明に創建されたモスク。全国重点文物保護単位。

## 出身者
- ダライ・ラマ14世